# 8824 Genta
8824 Genta este un asteroid din centura principală, descoperit pe 18 ianuarie 1988, de Masanori Matsuyama și Kazuo Watanabe.